# Autorretrato como música de alaúde
Autorretrato como Música de Alaúde é uma pintura a óleo sobre tela realizada por Artemisia Gentileschi entre 1616 e 1618. A obra pertence atualmente ao acervo do Wadsworth Atheneum, localizado em Hartford, Connecticut, nos Estados Unidos. Considerada uma das peças mais emblemáticas da fase florentina da artista, esta composição inscreve-se na tradição do autorretrato alegórico, representando a pintora como uma musa musical, em consonância com as convenções iconográficas do Barroco italiano.

## Descrição e iconografia
Na pintura, Artemisia Gentileschi representa-se em meio busto, voltada ligeiramente para a esquerda, segurando um alaúde com delicadeza. A artista veste um traje orientalizante, rico em detalhes, com turbante e tecidos brilhantes, reforçando a aura exótica e alegórica da figura. A luz incide lateralmente sobre o rosto e os ombros, criando um forte contraste com o fundo escuro, técnica típica do tenebrismo herdado de Caravaggio.
O alaúde era frequentemente associado à harmonia universal e à expressão da alma, o que confere ao retrato um significado simbólico. Ao representar-se como uma musa ou personificação da Música, Gentileschi não apenas demonstra sua habilidade como retratista, mas também reivindica uma posição intelectual e alegórica no universo artístico, ampliando o papel da mulher artista na cultura visual do século XVII. Para Mary D. Garrard, "ao apropriar-se de um símbolo tipicamente feminino, Artemisia reconfigura-o como um emblema de sua própria agência artística".

## Contexto e atribuição
Esta obra é frequentemente datada entre 1616 e 1618, período em que Artemisia viveu em Florença. Durante esses anos, ela estabeleceu importantes vínculos com a corte dos Médici e foi admitida na Accademia delle Arti del Disegno, tornando-se uma das primeiras mulheres a alcançar tal distinção. O Autorretrato como Música de Alaúde provavelmente foi encomendado por um patrono da corte florentina, interessado tanto na arte quanto na erudição da artista.
A atribuição da obra a Artemisia Gentileschi é amplamente aceita pela crítica especializada. Estudos técnicos e estilísticos, como a análise da pincelada, o uso da luz e os traços fisionômicos comparáveis a outros autorretratos da artista, reforçam sua autoria. A associação com a pintura Autorretrato como alegoria da pintura (c. 1638–39), hoje na Royal Collection em Londres, é frequentemente mencionada por estudiosos como evidência da continuidade e sofisticação de sua prática autorreferencial. Segundo Jesse M. Locker, essas obras "refletem uma consciência aguda do papel performativo da identidade artística".

## Composição e motivos
A composição da obra equilibra rigor técnico e expressão simbólica. O busto da artista é centralizado, com o braço direito posicionado de modo a acentuar a delicadeza do gesto musical. A representação do alaúde, em perspectiva sutil, direciona o olhar do espectador ao rosto da figura, ponto focal iluminado pela luz lateral. A escolha do traje orientalizante pode ser interpretada como uma alusão à riqueza da cultura otomana, moda passageira entre as elites europeias do século XVII, mas também como alegoria da alteridade feminina.
A presença do alaúde — instrumento tradicionalmente associado à harmonia dos afetos — reforça a noção de que a artista se inscreve na tradição das musas. Segundo Letizia Treves, curadora da National Gallery, "Artemisia usou a linguagem do simbolismo musical como um meio de explorar sua própria identidade, combinando a função da música como arte e metáfora com a pintura". A gestualidade contida, o olhar contemplativo e a iluminação dramática acentuam o caráter introspectivo da cena, sugerindo uma autorreflexão sobre o ato criativo.
Keith Christiansen afirma que "a artista se inscreve na linhagem das musas, não como objeto de contemplação, mas como sujeito ativo da criação". Já Mary D. Garrard interpreta o gesto de Artemisia como um "discurso pictórico que se insinua como musicalidade visual, uma coreografia do olhar feminino que desafia o paradigma androcêntrico da produção artística". A análise da obra revela, portanto, a complexidade de sua elaboração simbólica, onde pintura, música e identidade feminina convergem num palimpsesto de significações.

## Recepção crítica
A obra tem sido objeto de interesse crescente desde a segunda metade do século XX, à medida que a redescoberta de Artemisia Gentileschi como figura central da pintura barroca passou a ser reavaliada sob a perspectiva da história da arte feminista. Críticos destacam a complexidade da autorrepresentação da artista, que se apresenta como intérprete e criadora de harmonia visual e musical, desafiando os papéis tradicionalmente atribuídos às mulheres em seu tempo.
Estudos recentes ressaltam o modo como Gentileschi utiliza o recurso do disfarce alegórico para explorar a multiplicidade de identidades femininas. Sua imagem como musa musical transcende o simples retrato pessoal, convertendo-se em uma afirmação poética da autoridade criativa da mulher artista no contexto patriarcal do Barroco italiano. Mary Garrard enfatiza que "a repetição do motivo autorreferencial por Artemisia foi uma estratégia para consolidar sua identidade como artista e sua autoridade como produtora de imagens".